# Dudusa rufobrunnea
Dudusa rufobrunnea är en fjärilsart som beskrevs av Clayton Dissinger Mell 1922. Dudusa rufobrunnea ingår i släktet Dudusa och familjen tandspinnare. Inga underarter finns listade i Catalogue of Life.